# Smyge
Die Smyge ist ein Experimentalschiff der schwedischen Marine. Sie wurde hauptsächlich zur Erprobung der Stealthtechnologie gebaut. Erkenntnisse aus Versuchen mit diesem Schiff flossen maßgeblich in die Planung der Visby-Klasse ein. Zur Erzielung hoher Geschwindigkeiten und zur weiteren Reduktion der Signatur wurde außerdem das SES-Konzept umgesetzt, das den Tiefgang durch die Ausbildung eines mittels Hubgebläse erzeugten Luftkissen verringert.